# Cooler Master

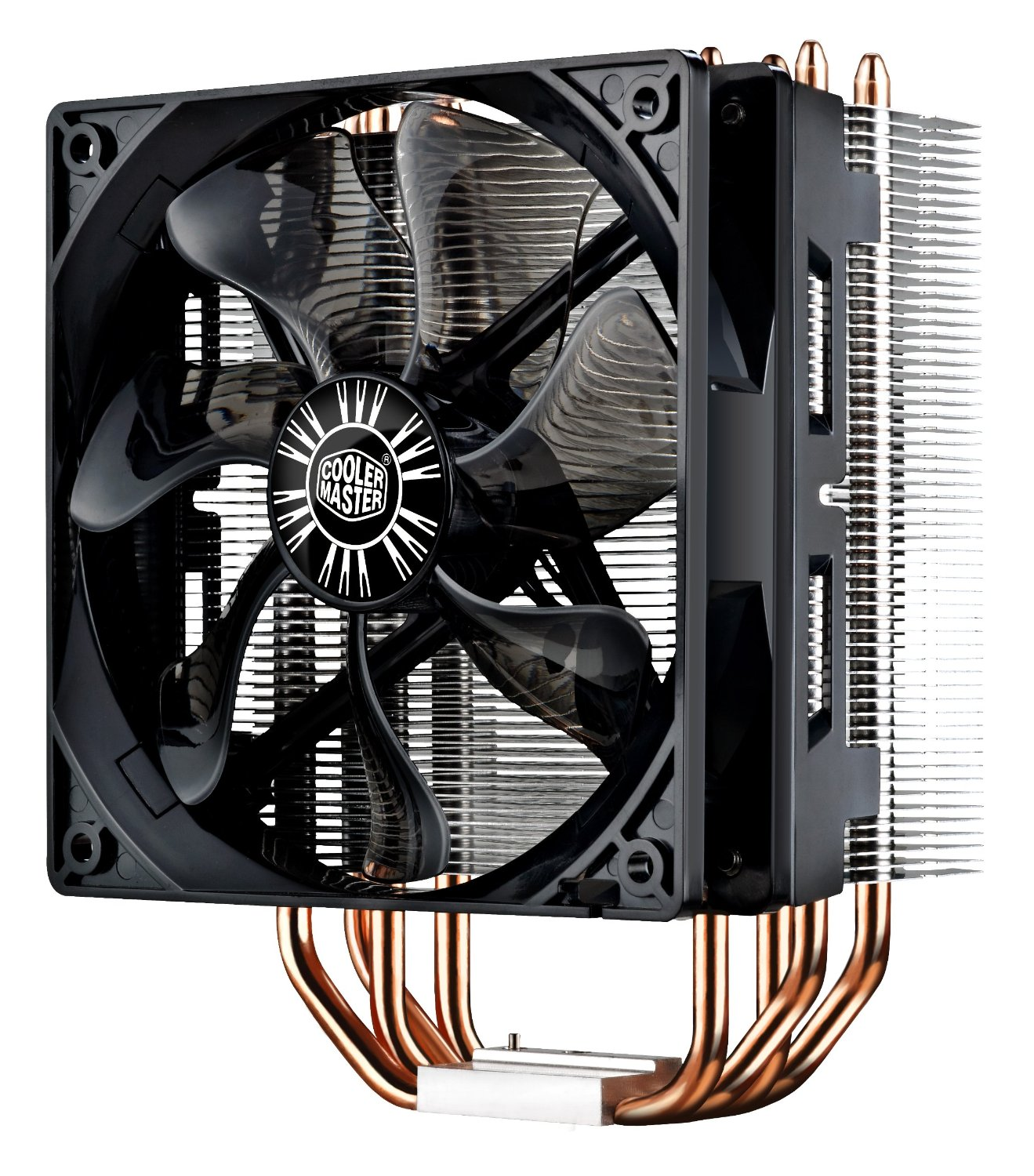
Prozessorkühler mit Wärmerohren von Cooler Master

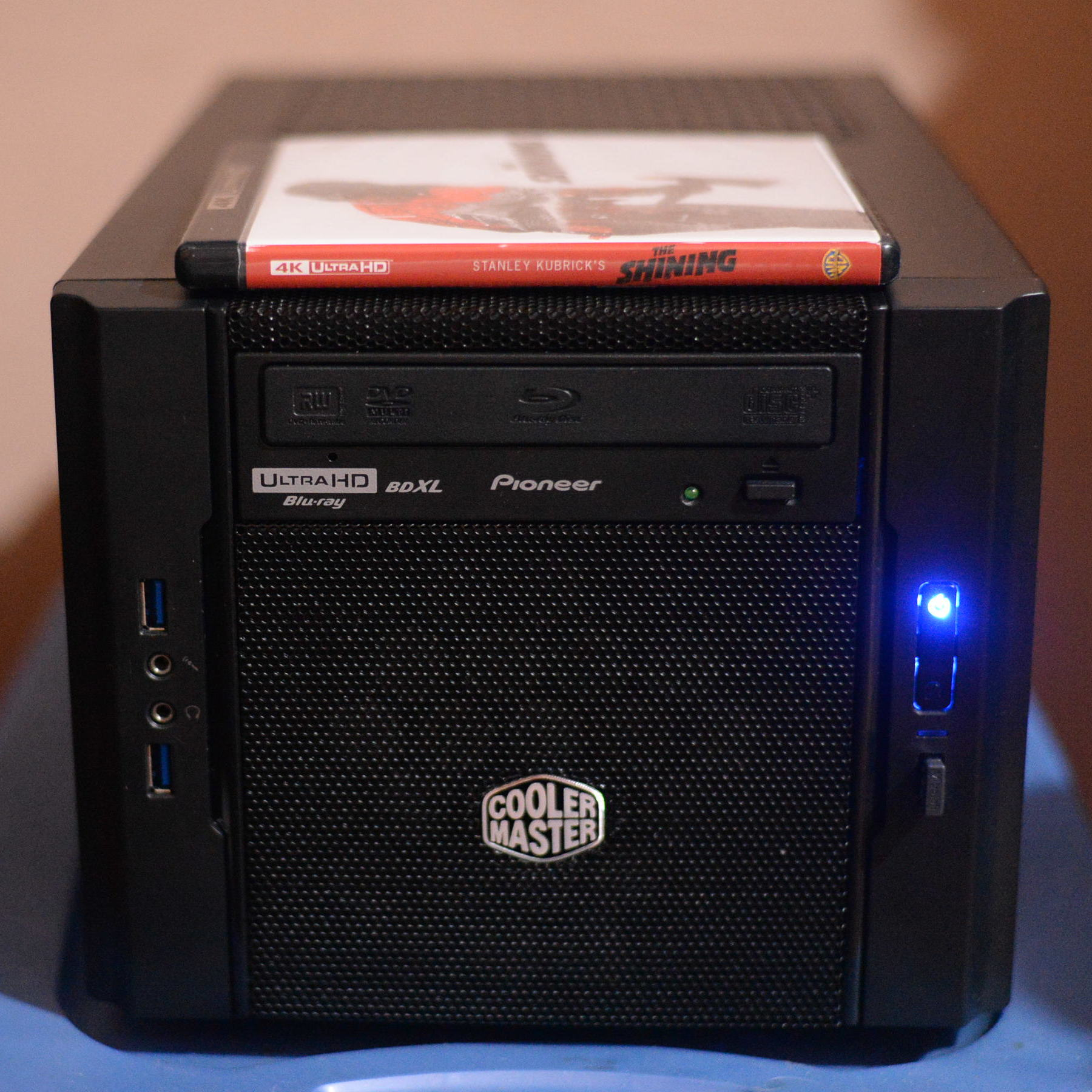
Mini-ITX-Gehäuse mit Ultra HD Blu-ray-Laufwerk

Cooler Master ist ein Hardware-Hersteller aus Taiwan. Es wurde 1992 gegründet, seitdem ist das Unternehmen als eine Marke für Zubehör an Computergehäusen, Netzteile, Kühler, Notebook-Kühler und anderes Zubehör bekannt. Neben Privatkunden liefert das Unternehmen auch Kühllösungen für OEM-Hersteller der Computer-Industrie zu, darunter an Nvidia-VGA-Kühler, an AMD-CPU-Kühler und an EVGA Motherboard-Kühlkörper. In den letzten Jahren hat das Unternehmen seinen Betrieb und seine Marke in den Gaming-Communitys und Sponsoren-Großveranstaltungen wie KODE5 stark ausgeweitet. Einige Produkte von Cooler Master gewannen internationale Auszeichnungen wie den iF product design award 2008.
Der Unternehmenssitz von Cooler Master befindet sich in Jhonghe im Landkreis Taipeh. Darüber hinaus besitzt das Unternehmen eine Produktionsstätte in Huizhou in der Volksrepublik China sowie Niederlassungen in verschiedenen Kontinenten, unter anderem in den USA (Fremont (Kalifornien) und Chino (Kalifornien)), den Niederlanden (Eindhoven), Russland (Moskau) und Brasilien (São Paulo). Anders als die ursprüngliche Marke, Cooler Master, gründete das Unternehmen auch Marken-Töchter in verschiedenen Marktsegmenten, darunter auch „CM Storm“ (Gaming orientiert) und die Life-Style-Produktreihe „Choiix“.
Laut Crunchbase beschäftigt das Unternehmen zwischen 5.001 und 10.000 Mitarbeiter.

## CM Storm
CM Storm ist eine Tochtergesellschaft, gegründet im Jahr 2008 mit der Mission „Bewaffnung der Gaming-Revolution“. Die Produkte werden mit engen Partnerschaften aus weltweiten Gaming-Organisationen in e-Sport entwickelt.
Im September 2009 hat CM Storm die Gaming-Maus Sentinel Advance auf den Markt gebracht, welche ein einzigartiges programmierbares OLED-Display hat. CM Storm produziert auch Computergehäuse für den weltweiten Markt.